# Поґожалкі (Мазовецьке воєводство)
Поґожалкі (пол. Pogorzałki) — село в Польщі, у гміні Мщонув Жирардовського повіту Мазовецького воєводства.
У 1975-1998 роках село належало до Скерневицького воєводства.